# Adeliinae
Adeliinae zijn een onderfamilie van vliesvleugeligen uit de familie schildwespen (Braconidae).

## Taxonomie
De volgende geslachten zijn bij de onderfamilie ingedeeld:
- Adelius Haliday, 1833
- Paradelius de Saeger, 1942
- Sculptomyriola Belokobylskij, 1988[1]
- Sinadelius He & Chen, 2000[2]